# Московский детский театр эстрады
Московский детский театр эстрады — детский театр в Москве, в районе Басманный. Основан в 1989 году.

## История
Идея создания Московского детского театра эстрады возникла в 1984 году, когда на московскую сцену впервые вышла группа «Детский мир» под руководством композитора Валентина Овсянникова.
В 1989 году появился Московский детский театр эстрады. Организационную помощь в создании театра оказали Московский детский фонд, Московский государственный театр эстрады и Московский фонд мира.
В 1994 году театр получил статус государственного.
С 2007 года театр располагается в здании на метро Бауманская.
Созданы группы: «Лицей», папы Карло, «Синема», «XXI век» и другие.
Выпускниками лицея являются такие известные эстрадные исполнители, как Полина Гагарина, Ольга Литвинова, Елена Перова, Светлана Светикова, Ольга Козина, Марина Вайнбранд, Дарья Бурлюкало, Елизавета Роднянская.
Сняты видеоклипы, созданы 20 аудио альбомов: «Сказки дедушки Пихто», «Live in rock», «Ностальгия по настоящему», «Детскотека», «Народный альбом», «Солдаты России», «Время верить в чудеса» и другие.

## Репертуар
- Премьера сезона «Где водятся волшебники» по мотивам рассказов Николая Носова. Музыка Марка Минкова, стихи Юрия Энтина
- Музыкальная комедия «Тётка Чарли»
- Музыкальный спектакль «Давай поиграем в кино»
- Шоу-программа «Государство детей»
- Мюзикл «Веселые уроки»

Спектакли играются каждое воскресенье в 12.00